# Sankt Johanneskyrkan, Stockholm

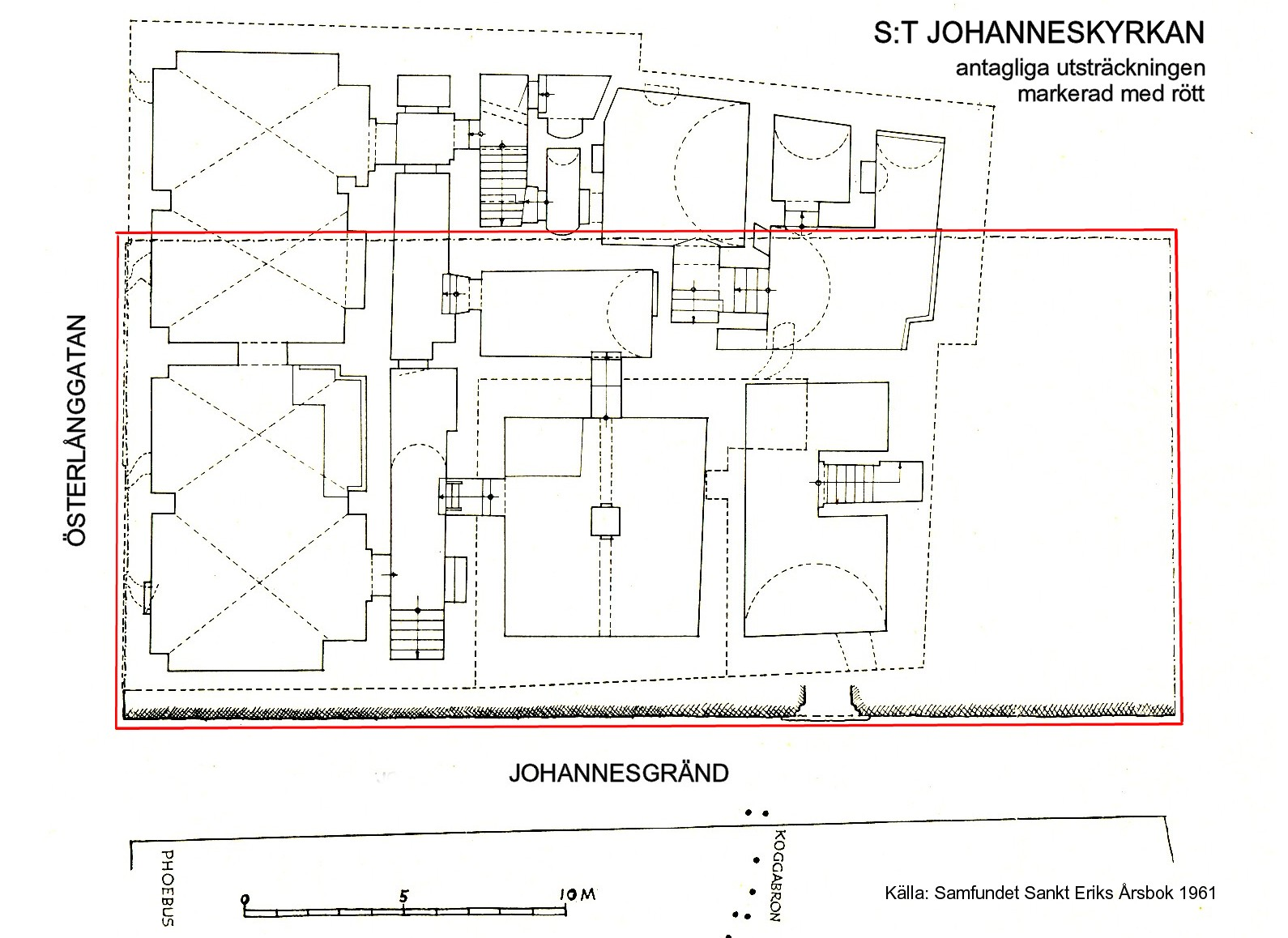
Kyrkans förmodade läge (rött) i hörnet Österlånggatan/Johannesgränd, uppmätning 1960

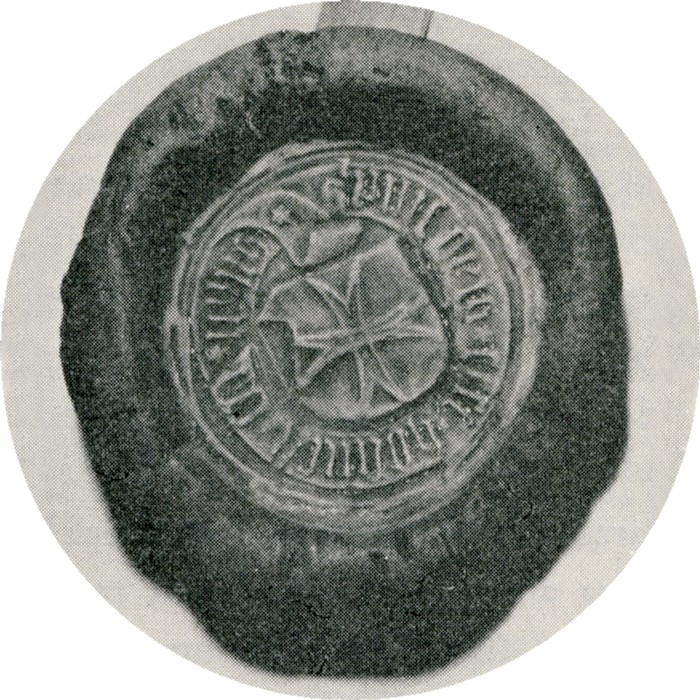
Sigill tillhörande provisorn vid S:t Johanneskyrkan, 1526.

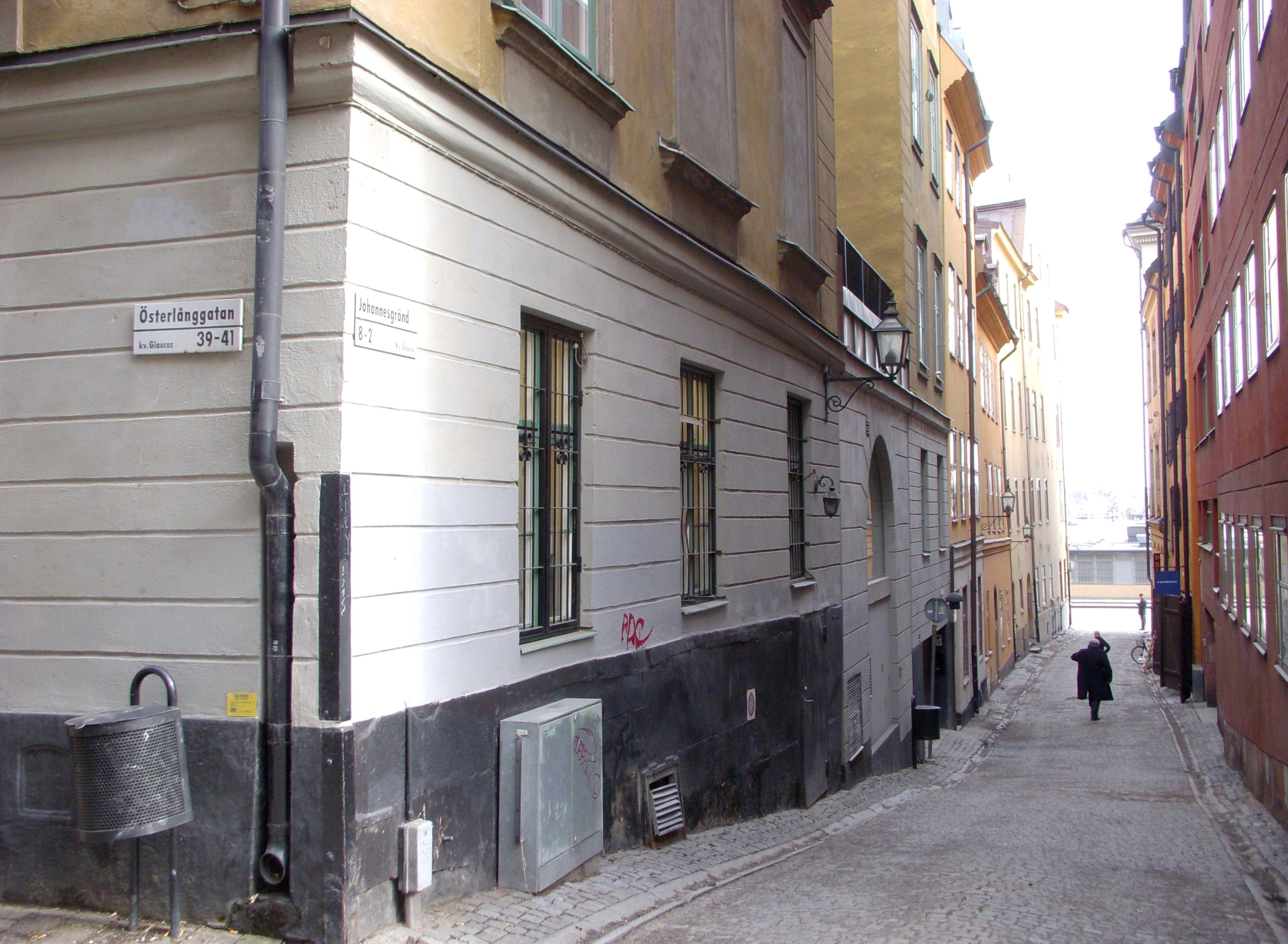
Österlånggatan/Johannesgränd i mars 2010.

S:t Johanneskyrkan var en klosterkyrka belägen i Stockholm, invigd 1514 av biskop Otto Svinhufvud och riven troligen på 1530-talet efter reformationen. Klosterkyrkan tillhörde Johanniterklostret i Eskilstuna och var belägen i Kvarteret Glaucus vid nuvarande Johannesgränd på Stadsholmen i Stockholm.

## Bakgrund inom Johanniterorden
Kyrkan tillhörde Johanniterorden, som var verksam i Stockholm sedan 1330-talet och egentligen var en gren eller "filial" till moderklostret i Eskilstuna. Tomten i nuvarande kvarteret Glaucus ägdes 1495 av Sten Sture den äldre. Han började uppföra en magasinsbyggnad, och träpålar från detta bygge återfanns vid en arkeologisk undersökning 1997–1998. Sten Sture bytte något år efter 1495 sin tomt med Johanniterorden eller Eskilstunabröderna som de också kallades i Sverige. Bytet var en kompensation för en tomt på Helgeandsholmen som ägdes av Johanniterorden sedan 1334 och som de hade fått i gåva av Magnus Eriksson. Av "försvarsskäl" skulle Johanniterorden lämna Helgeandsholmen. 
År 1499 anger tänkeboken Johanniterorden som ägare av den nya tomten som låg i sydvästra hörnet av dagens kvarter Glaucus. Historikern Henrik Ahnlund bedömer att tomtens läge måste ha förefallit Johanniterorden mycket gynnsamt, då den fanns i direkt anslutning till Kogghamn som var medeltidens motsvarighet till Skeppsbron. Här hade orden alla möjligheter att utöva sin barmhärtighetsgärning.

## Kyrkobyggnad
Kyrkan invigdes den 14 augusti 1514 av biskop Otto Svinhufvud från Västerås. Närvarande var bland andra Sten Sture den yngre. Kyrkan har då uppskattningsvis varit 15 meter bred och 31,5 meter lång.

## Reformationen
År 1527 övertogs kyrkan och tomten av staten i samband med Gustav Vasas reduktion. När exakt kyrkan revs går inte att klarlägga. Byggnaden omnämns i olika dokument 1532 och 1533. På Vädersolstavlan från 1535 finns ingen byggnad redovisad som skulle kunna tolkas som S:t Johanneskyrkan; då var den antagligen riven. Kyrkans tegel användes senare till befästningsbyggen.

## Utgrävningar i modern tid
Vid schaktningsarbeten i Johannesgränd under 1960-talet påträffades rester av kyrkans södra grundmurar. Den södra grundmuren ligger med sin överkant mellan 1,0 och 1,3 meter under dagens gatunivå och ungefär lika långt ut från nuvarande byggnadens sockel. En kolonn av kalksten som antas komma från kyrkan tillvaratogs. Till Johanniterordens kyrka fanns också en mindre kyrkogård där man fann rester av kistor och människoben.